# 海梅 (两西西里)
海梅（西班牙語：Jaime de Borbón-Dos Sicilias y Landaluce，1993年6月26日—），出生于马德里。两西西里王子，卡普阿公爵。波旁-两西西里王室西班牙系继承人诺托公爵佩德罗的长子和继承人。
海梅出生时父母尚未结婚，所以一开始很长时间都是私生子，也没有继承权。
2013年5月6日被祖父卡洛斯册封为卡普阿公爵和两西西里王子；并成为父亲诺托公爵的继承人和两西西里王位卡拉布里亚支第2顺位继承人。继承权排在三个婚生弟弟前面。
2015年10月5日祖父卡拉布里亚公爵卡洛斯去世，父亲即成为波旁-两西西里王室家族族长。海梅成为两西西里王位卡拉布里亚支第1顺位继承人。

## 婚姻与子女
2021年9月25日，海梅在巴勒莫与英国第16代林赛伯爵詹姆斯的小女儿夏洛特结婚，现有一女：
- 长女：弗朗西斯卡·索菲亚（Francesca Sofía，2023年10月13日－）；

卡拉布里亚和诺托位于意大利。 他们的头衔是意大利语和法语，今天是民主共和国。
1. ↑  . History Info.   [2020-05-22].
2. ↑  . Regalis.   [2020-05-22]. （原始内容存档于2020-06-04）.